# Enizemum matanuskae
Enizemum matanuskae är en stekelart som beskrevs av Dasch 1964. Enizemum matanuskae ingår i släktet Enizemum och familjen brokparasitsteklar. Inga underarter finns listade i Catalogue of Life.